# Ozero Korevo
Ozero Korevo (ryska: Озеро Корево) är en sjö i Belarus. Den ligger i voblasten Hrodna voblast, i den västra delen av landet, 210 km väster om huvudstaden Minsk. Ozero Korevo ligger 118 meter över havet.
I omgivningarna runt Ozero Korevo växer i huvudsak blandskog. Runt Ozero Korevo är det ganska glesbefolkat, med 30 invånare per kvadratkilometer.